# Na puti v Berlin
Na puti v Berlin (На пути в Берлин) è un film del 1969 diretto da Michail Ivanovič Eršov.